# Liste der Stolpersteine in Naumburg (Saale)
Die Liste der Stolpersteine in Naumburg (Saale) enthält alle Stolpersteine, die im Rahmen des gleichnamigen Kunst-Projekts von Gunter Demnig in Naumburg (Saale) verlegt wurden. Mit ihnen soll Opfern des Nationalsozialismus gedacht werden, die in Naumburg lebten und wirkten. In den Jahren 2009, 2010 und 2025 wurden 15 Stolpersteine an sechs Adressen in der Kernstadt Naumburg und zwei Steine an einer Adresse im Ortsteil Schulpforte verlegt.

## Liste der Stolpersteine

### Stadt Naumburg
| Adresse                     | Datum der Verlegung                   | Person | Inschrift | Bild                                  | Bild des Hauses                                                                                      |
| --------------------------- | ------------------------------------- | --- | --- | ------------------------------------- | --- |
| Franz-Ludwig-Rasch-Straße 8 | 3. Juni 2010                          | Annemarie Gutkind (1906–1942) Annemarie Gutkind war die Tochter von Gustav Gutkind und wurde in Berlin geboren. 1942 mussten beide ihre Naumburger Wohnung aufgeben und nach Halle (Saale) umziehen. Annemarie Gutkind kam dort in einem „Judenhaus“ unter. Sie wurde am 1. Juni 1942 deportiert und zwei Tage später im Vernichtungslager Sobibor ermordet. | Hier wohnte ANNEMARIE GUTKIND Jg. 1906 deportiert 1943 Theresienstadt ermordet                                                                          | weitere Bilder \|                     | |
| Franz-Ludwig-Rasch-Straße 8 | 3. Juni 2010                          | Gustav Gutkind (1860–1943) Gustav Gutkind stammte aus Schneidemühl. 1942 mussten er und seine Tochter ihre Naumburger Wohnung aufgeben und nach Halle (Saale) umziehen. Gustav Gutkind kam dort in einem vermeintlichen Altersheim unter. Er wurde am 27. Februar 1943 ins Ghetto Theresienstadt deportiert, wo er am 17. April 1943 starb. | Hier wohnte GUSTAV GUTKIND Jg. 1860 deportiert 1943 Theresienstadt ermordet                                                                             | weitere Bilder \|                     | |
| Herrenstraße 16/17          | 18. Aug. 2009                         | Fritz Jonas (12. Febr. 1889–4. Aug. 1944) Die Geschwister Lotte und Fritz Jonas betrieben in Naumburg ein Kaufhaus. Sie waren die Erben der Familie Max Cohn aus Zeitz. Im November 1938 mussten sie ihren Besitz im Zuge der Arisierung verkaufen. Am 21. Jan. 1942 werden die Geschwister in das Ghetto von Riga deportiert, wo Lotte Laura Jonas vermutlich bereits am 24. Jan. 1942 ermordet wurde. Für ihren Bruder Fritz Jonas hingegen ist der Leidensweg noch nicht zu Ende. Von Riga aus wird er in das Vernichtungslager Stutthof weiterverschleppt, wo sich seine Spur nach dem 4. Aug. 1944 verliert. Seit diesem Zeitpunkt gilt er als unbekannt verschollen. Die Mutter der Geschwister Jonas Minna Jonas geb. Dobrin 26. Okt. 1863 in Wangerin wird am 14. Aug. 1942 ab Berlin mit dem Transport I/45 unter der Transportnummer 3776 in das Ghetto von Theresienstadt verschleppt, wo sie kurz nach ihrer Ankunft am 5. Sept. 1942 verstirbt. | Hier wohnte FRITZ JONAS Jg. 1889 deportiert 1942 ermordet in Riga                                                                                       | weitere Bilder \|                     | Stolpersteinlage Naumburg-Saale Herrenstraße 16-17 · Stolpersteine Naumburg-Saale Herrenstraße 16-17 |
| Herrenstraße 16/17          | 18. Aug. 2009                         | Lotte Jonas (8. Jan. 1887–24. Jan. 1942) Die Geschwister Lotte Laura und Fritz Jonas betrieben in Naumburg ein Kaufhaus. Sie waren die Erben der Familie Max Cohn aus Zeitz. Im November 1938 mussten sie ihren Besitz im Zuge der Arisierung verkaufen. Am 21. Jan. 1942 werden die Geschwister in das Ghetto von Riga deportiert, wo Lotte Laura Jonas vermutlich bereits am 24. Jan. 1942 ermordet wurde. | Hier wohnte LOTTE JONAS Jg. 1887 deportiert 1942 ermordet in Riga                                                                                       | weitere Bilder \|                     | Stolpersteinlage Naumburg-Saale Herrenstraße 16-17 · Stolpersteine Naumburg-Saale Herrenstraße 16-17 |
| Kösener Straße 27           | 3. Juni 2010                          | Elly Landsberg geb. Mockrauer (Mockraner) (1873–1944) Elly Landsberg stammte aus Berlin. In Naumburg lebte sie gemeinsam mit ihrem Ehemann Adolf, der 1940 starb. Im Juni 1942 musste sie in ein vermeintliches Altersheim in Halle (Saale) umziehen. Von dort wurde sie am 27. Februar 1943 zunächst ins Ghetto Theresienstadt und am 15. Mai 1944 weiter ins KZ Auschwitz-Birkenau deportiert. Ihr genaues Todesdatum ist unbekannt. | Hier wohnte ELLY LANDSBERG Jg. 1873 deportiert 1942 Theresienstadt ermordet                                                                             | weitere Bilder \|                     | Stolpersteinlage Kösener Straße 27, Naumburg                                                         |
| Parkstraße 21               | 3. Juni 2010                          | Artur Samter (1886–1943) Artur Samter wurde in Posen geboren. Von 1905 bis 1908 studierte er in Genf, München und Breslau Rechtswissenschaft. Danach trat er einen dreijährigen Militärdienst an. 1910 promovierte er und arbeitete anschließend an den Landgerichten in Posen und Berlin. Im Ersten Weltkrieg diente er an der Westfront und wurde 1917 verwundet. Nach dem Krieg arbeitete er als Rechtsanwalt, unter anderem für die Rote Hilfe Deutschlands. 1925 wirkte er als Verteidiger im Tscheka-Prozess. Im Oktober 1927 heiratete er Paula geb. Lienhardt. Nachdem er in Berlin nicht als Notar zugelassen wurde, zog er mit seiner Frau und den mittlerweile geborenen zwei Kindern nach Naumburg, wo er seit April 1932 als Rechtsanwalt am Oberlandesgericht tätig war. Am 3. März 1933 wurde er verhaftet und im KZ Lichtenburg inhaftiert. 1934 wurde er wegen Einrichtung eines illegalen Waffenlagers angeklagt. Der Prozess endete zwar mit einem Freispruch, Samter musste jedoch Naumburg verlassen und nach Berlin zurückkehren. Im November 1938 wurde ihm die Zulassung als Anwalt entzogen. Ab 1939 wurde er mehrfach verhaftet und 1942 schließlich nach Auschwitz deportiert, wo er laut Sterbeurkunde am 17. Februar 1943 den Tod fand. Seine letzte Ruhe fand er auf dem Südwestkirchhof Stahnsdorf im Block Urnenhain II, Feld 12, Wahlstelle 34.                                        | Hier wohnte DR.ARTUR SAMTER Jg. 1886 deportiert 1943 Auschwitz ermordet 17.2.1943                                                                       | weitere Bilder \|                     | Stolpersteinlage Parkstraße 21, Naumburg                                                             |
| Salzstraße 40               | 18. Aug. 2009                         | Eva Gross geb. Grossmann (1896–1943) Eva Gross geb. Grossmann stammte aus Gorodok. Am 1. Juni 1942 wurden beide von Halle (Saale) aus ins Vernichtungslager Sobibor deportiert und dort zwei Tage später ermordet. | Hier wohnte EVA GROSS geb. Grossmann Jg. 1896 deportiert 1943 ermordet in Sobibor                                                                       | weitere Bilder \|                     | Stolpersteinlage Naumburg-Saale Salzstraße 40 · Stolpersteine Naumburg-Saale Salzstraße 40           |
| Salzstraße 40               | 18. Aug. 2009                         | Josef Gross (1889–1943) Josef Gross stammte aus Brzesko. Am 1. Juni 1942 wurden er und seine Frau von Halle (Saale) aus ins Vernichtungslager Sobibor deportiert und dort zwei Tage später ermordet. | Hier wohnte JOSEF GROSS Jg. 1889 deportiert 1943 ermordet in Sobibor                                                                                    | weitere Bilder \|                     | Stolpersteinlage Naumburg-Saale Salzstraße 40 · Stolpersteine Naumburg-Saale Salzstraße 40           |
| Spechsart 5                 | 3. Juni 2010 neu verlegt 5. März 2025 | Johannes Hollaender (1928–1941) Johannes Hollaender wurde am 6. Januar 1928 in Naumburg als vierter Sohn des Rechtsanwalts und Notars Dr. jur. Otto Hollaender, Sohn von Dr. phil. Ludwig Hollaender und Julie Auerbach, und seiner Frau Hildegard, einer evangelischen Christin geboren. Er hatte fünf Geschwister, von denen eines bereits früh verstarb. Johannes Hollaender hatte eine geistige Behinderung und litt an Epilepsie. Er kam zunächst als Patient in die Neinstedter Anstalten und wurde später in die Landesheilanstalt Altscherbitz verlegt. Von dort gelangte er wiederum in die Landesheilanstalt Uchtspringe, wo er im Rahmen der Aktion T4 ermordet wurde. Als Todesdatum wurde der 26. Oktober 1941 angegeben, offizielle Todesursache war „Bronchopneumonie“. | Hier wohnte JOHANNES HOLLAENDER Jg. 1928 eingewiesen 1941 'Heilanstalt' Uchtspringe ermordet 26.10.1941                                                 | weitere Bilder \|                     | Stolpersteinlage Spechsart 5, Naumburg                                                               |
| Spechsart 5                 | 3. Juni 2010 neu verlegt 5. März 2025 | Peter Hollaender (1919–1942) Peter Hollaender wurde am 3. August 1919 in Naumburg als erster Sohn des Rechtsanwalts und Notars Dr. jur. Otto Hollaender, Sohn von Dr. Phil. Ludwig Hollaender und Julie Hollaender-Auerbach, und seiner Frau Hildegard, einer evangelischen Christin geboren. Er wohnte bis 1935 bei seiner Großmutter und besuchte das Domgymnasium im Naumburg. Danach verließ er Deutschland und ging nach Paris. Dort lernte er Brigitte Marum, die Tochter des Reichstagsabgeordneten Ludwig Marum kennen und ging eine Beziehung mit ihr ein. Brigitte Marum und Peters ebenfalls nach Frankreich geflohene Schwester Gerda wurden später interniert, auf sein Betreiben hin aber im Sommer 1940 freigelassen. Sie lebten daraufhin gemeinsam in Toulouse bis Peter Hollaender im September seinerseits interniert wurde. Brigitte und Peter trennten sich, obwohl sie von ihm schwanger war. Im März 1941 kehrte Peter Hollaender nach Deutschland zurück und lebte kurz bei seiner Mutter in Bad Kösen. Am 10. April wurde er von der Gestapo verhaftet. Über Halle (Saale) kam er ins KZ Sachsenhausen, wo er am 3. April 1942 ermordet wurde. Brigitte Marum wurde 1943 in Sobibor ermordet. Der gemeinsame Sohn überlebte den Krieg ebenso wie Peter Hollaenders Mutter und seine Geschwister Gerda, Christoph und Jürgen. Vater Otto Hollaender starb 1937 im Pariser Exil an einer Grippe. | Hier wohnte PETER HOLLAENDER Jg. 1919 Flucht 1935 Frankreich Interniert Camp Colombes Meslay-du-Maine verhaftet 1941 KZ Sachsenhausen ermordet 3.4.1942 | weitere Bilder \|                     | Stolpersteinlage Spechsart 5, Naumburg                                                               |
| Spechsart 5                 | 5. März 2025                          | Otto Hollaender, Dr. (1888–1937) | Hier wohnte DR. OTTO HOLLAENDER Jg. 1888 Flucht 1933 Frankreich Tot 24. Januar 1937 Paris                                                               | Stolperstein für Dr. Otto Hollaender  | Stolpersteinlage Spechsart 5, Naumburg                                                               |
| Spechsart 5                 | 5. März 2025                          | Hildegard Hollaender, geb. Wollesen (1893–) | Hier wohnte HILDEGARD HOLLAENDER geb. Wollesen Jg. 1893 Flucht 1933 Frankreich Zurückgekehrt 1937                                                       | Stolperstein für Hildegard Hollaender | Stolpersteinlage Spechsart 5, Naumburg                                                               |
| Spechsart 5                 | 5. März 2025                          | Gerda Hollaender, verh. Wieland (1917–) | Hier wohnte GERDA HOLLAENDER verh. Wieland Jg. 1917 Flucht 1933 Frankreich Interniert 1940 Gurs Flucht 1943 Marokko Mit Hilfe überlebt                  | Stolperstein für Gerda Hollaender     | Stolpersteinlage Spechsart 5, Naumburg                                                               |
| Spechsart 5                 | 5. März 2025                          | Jürgen Hollaender (1921–) | Hier wohnte JÜRGEN ‚GEORGE‘ HOLLAENDER Jg. 1921 Flucht 1933 Frankreich Irland 1938 Australien Mit Hilfe überlebt                                        | Stolperstein für Jürgen Hollaender    | Stolpersteinlage Spechsart 5, Naumburg                                                               |
| Spechsart 5                 | 5. März 2025                          | Christoph Hollaender (1924–) | Hier wohnte CHRISTOPH HOLLAENDER Jg. 1924 Flucht 1933 Frankreich 1935 Holland Mit Hilfe überlebt                                                        | Stolperstein für Christoph Hollaender | Stolpersteinlage Spechsart 5, Naumburg                                                               |

### Ortsteil Schulpforte
| Adresse        | Datum der Verlegung | Person | Inschrift | Bild              | Bild des Hauses |
| -------------- | ------------------- | --- | --- | ----------------- | --------------- |
| Schulstraße 12 | 17. Aug. 2009       | Joachim Meichßner (1906–1944) Joachim Meichßner und Hellmut Späth waren Schüler an der Landesschule Pforta. Meichßner wurde als Sohn eines Pfarrers in Deutsch-Eylau geboren. 1924 legte er das Abitur ab und begann anschließend eine Offizierslaufbahn in der Reichswehr. Ab 1937 diente er im Oberkommando des Heeres. Er war am gescheiterten Attentat auf Adolf Hitler am 20. Juli 1944 beteiligt und wurde am 29. September 1944 in Plötzensee hingerichtet.                                                                           | Hier lernte JOACHIM MEICHSSNER Jg. 1906 im Widerstand verhaftet 28.7.1944 hingerichtet 29.9.1944 Berlin-Plötzensee | weitere Bilder \| | Schulstraße 12  |
| Schulstraße 12 | 17. Aug. 2009       | Hellmut Ludwig Späth (1885–1945) Der in Paris geborene Hellmut Späth war Sohn des Botanikers und Baumschulbesitzers Franz Späth. In Berlin übernahm er das väterliche Geschäft. Wegen „Umgangs mit Juden und versteckter Hetz- und Wühlarbeit gegen Deutschland“ wurde er 1943 verhaftet und im KZ Sachsenhausen interniert, wo er im Februar 1945 den Tod fand. Ein weiterer Stolperstein für Hellmut Späth wurde in der Späthstraße 80/81 in Berlin-Baumschulenweg verlegt, siehe hierzu Liste der Stolpersteine in Berlin-Baumschulenweg. | Hier lernte HELLMUTH LUDWIG SPÄTH Jg. 1885 verhaftet 1.3.1943 Sachsenhausen ermordet 15.2.1945                     | weitere Bilder \| | Schulstraße 12  |